# Kerstin Behrendtová
Kerstin Behrendtová (* 2. září 1967, Leisnig, Sasko) je bývalá východoněmecká atletka, sprinterka.
První mezinárodní úspěchy zaznamenala v roce 1985 na juniorském mistrovství Evropy v Chotěbuzi, kde vybojovala tři zlaté medaile (100 m, 200 m, 4 × 100 m).
V roce 1988 reprezentovala na letních olympijských hrách v jihokorejském Soulu, kde společně se Silke Möllerovou, Ingrid Langeovou a Marlies Göhrovou vybojovala stříbrné medaile ve štafetě na 4 × 100 metrů.